# Rubén Costas
Rubén Costas Aguilera (né le 6 octobre 1955 à Santa Cruz, est un homme politique bolivien. Il est préfet puis gouverneur du département de Santa Cruz de 2006 à 2021. C'est un adversaire d'Evo Morales et dirigeant du comité civique pro-Santa Cruz en 2003-2004.

## Biographie

### Élection en 2005
Il fut élu lors des élections générales de 2005 sur la liste du parti Autonomie pour la Bolivie, créé pour la circonstance : la Constitution stipulait que le préfet était nommé par le président, alors Evo Morales (MAS, gauche), mais le Congrès avait approuvé la loi 3015 pour permettre des élections à la suite de manifestations à Santa Cruz, orientées contre le MAS au pouvoir.

### Préfet de Santa Cruz
En tant que préfet-gouverneur de Santa Cruz, il est très critique envers le gouvernement de gauche d'Evo Morales, l'ayant traité en août 2008 de « dictateur » et de macaco (« macaque ») . Il milita en particulier pour la révocation du mandat de Morales lors du référendum révocatoire de 2008 (es), au cours duquel Morales fut reconfirmé dans ses fonctions par plus de 67 % des voix.
Costas est réélu préfet lors des régionales d'avril 2010.